# Ludvig Schrøder

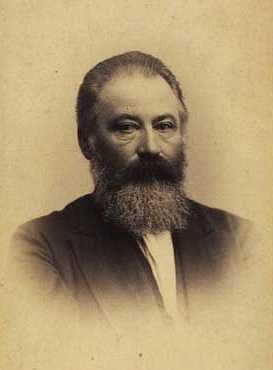
Ludvig Schrøder.

Ludvig Peter Schrøder, född den 19 januari 1836, död den 8 februari 1908, var en dansk folkhögskoleföreståndare.
Schrøder, som blev teologie kandidat 1860, slöt sig tidigt till grundtvigianismen samt blev namnkunnig bland dess yngre anhängare och en grundlig kännare av Grundtvigs tankegång och skrifter, en trofast förkämpe för hans grundsatser om frihet i kyrka och skola. År 1862 övertog han ledningen av Røddings folkhögskola i Rødding i Nord-Slesvig och flyttade den 1865, efter Dansk-tyska kriget, till Askov norr om gränsen mellan norra Jylland och Slesvig. Under hans ledning blev denna skola en av de yppersta och mest berömda folkhögskolorna i Danmark, ja, efter 1878, då dess undervisning utvidgades, själva brännpunkten för folkhögskolorna i hela Norden. Också blev Schrøder själv läromästare för en stor del senare högskolemän, varjämte han underhöll nära förbindelser med de svenska och norska folkhögskolelärarna. På Askov lades stor vikt vid svensk gymnastik, som därifrån spred sig över hela landet, och där infördes samundervisning för män och kvinnor; där utbildades dessutom präster för de danska kyrkorna i Nordamerika och missionärer till Indien, varjämte många slesvigare i Askov fick sin utbildning. 
Även utanför högskolan deltog Schrøder verksamt i Danmarks offentliga liv: han var 1880 stiftare av och senare en av de styrande i Dansk skoleforening, 1895 initiativtagare till de nordiska skolmötena på Askov, landstingsman 1887-90, ledamot av Hedeselskabet 1891 och sedan 1894 dess styrelseledamot, medlem av kyrkoutskottet 1904-07 med mera. Han var även en mycket flitig och produktiv författare. Utom artiklar i "Højskolebladet" (sedan 1876) och i de tidskrifter, som han i övrigt var med om att ge ut ("Nordisk Maanedsskrift" 1871-83, "Historisk Maanedsskrift" 1883-88 och "Danskeren" 1889-94) utgav han följande större skrifter: Ludvig Helveg (1884), Ewald og Baggesen (samma år), Danmarks Hjælpekilder og Næringsveje (2 band, 1894-97), N. F. S. Grundtvigs Levned (1900; svensk översättning samma år) och Den nordiske Folkehøjskole (2 band, 1904-05). Dessutom bör nämnas biografier över Ernst Trier, Christian Flor och Enrico Dalgas samt hans översikt Det danske Hedeselskab 1866-91 (1892). Schrøders hustru Charlotte Wagner, (1842-1904), var en förstående, utmärkt medhjälparinna i all hans gärning och särskilt framstående som husmor på folkhögskolan. Mågen Jakob Appel blev Schrøders efterträdare.